# Kajetan Weiser
Kajetan Weiser (* 18. April 1876 in Steyr; † 17. Juni 1952 in Linz) war ein österreichischer Politiker der Sozialdemokratischen Arbeiterpartei (SdP).

## Ausbildung und Beruf
Nach dem Besuch der Volksschule besuchte er eine Bürgerschule und eine Fortbildungsschule. Er lernte den Schlosser-Beruf und wurde 1894 Werkmann. Weitere Meilensteine in seinem Leben:
- Werksführer der deutsch-österreichischen Staatsbahnen in Linz
- Adjunkt der Linzer Staatsbahnwerkstätte
- Offizial der Österreichischen Bundesbahnen (ÖBB)

## Politische Funktionen
- 1907–1923: Mitglied des Gemeinderates der Stadt Linz
- 1918–1919: Mitglied der Provisorischen Landesversammlung von Oberösterreich

## Politische Mandate
- 4. März 1919 bis 9. November 1920: Mitglied der Konstituierenden Nationalversammlung, SdP
- 10. November 1920 bis 1. Oktober 1930: Mitglied des Nationalrates (I., II. und III. Gesetzgebungsperiode), SdP
- 2. Dezember 1930 bis 17. Februar 1934: Mitglied des Nationalrates (IV. Gesetzgebungsperiode), SdP